# Grisepidosis transmarina
Grisepidosis transmarina är en tvåvingeart som beskrevs av Boris Mamaev och Zaitzev 1998. Grisepidosis transmarina ingår i släktet Grisepidosis och familjen gallmyggor. Inga underarter finns listade i Catalogue of Life.